# Geolycosa latifrons
Geolycosa latifrons este o specie de păianjeni din genul Geolycosa, familia Lycosidae, descrisă de Montgomery, 1904. Conform Catalogue of Life specia Geolycosa latifrons nu are subspecii cunoscute.